# Аткинс, Пол
Пол Аткинс (англ. англ. Paul S. Atkins) — американский лоббист и бизнесмен, номинированный избранным президентом Дональдом Трампом на пост председателя Комиссии по ценным бумагам и биржам США, в которой он ранее работал с 2002 по 2008 год. Известный тем, что выступает за снижение регуляторного бремени и продвижение финансовых инноваций, Аткинс был ярым сторонником принципов свободного рынка в регуляторной политике. Аткинс является сопредседателем Token Alliance, группы лоббистов криптовалют Палаты цифровой торговли, которая стремится установить четкие и сбалансированные правила регулирования цифровых активов.

## Биография

### Ранняя жизнь и образование
Аткинс, родом из Лиллингтона, Северная Каролина, вырос в Тампе, Флорида. Он получил степень бакалавра в колледже Уоффорд в 1980 году и был членом Phi Beta Kappa и Kappa Alpha Order.
Аткинс получил степень доктора права в Школе права Университета Вандербильта в 1983 году и был старшим редактором-писателем в Vanderbilt Law Review.

### Карьера
Аткинс начал свою карьеру в качестве юриста в Нью-Йорке в Davis Polk & Wardwell, сосредоточившись на широком спектре корпоративных сделок для клиентов из США и других стран, включая публичные и частные предложения ценных бумаг, а также слияния и поглощения. Он прожил 2,5 года в парижском офисе своей фирмы и был принят в качестве юридического консультанта во Франции в 1988 году.
До своего назначения на должность комиссара Аткинс помогал компаниям, предоставляющим финансовые услуги, улучшить их соответствие правилам SEC и сотрудничал с правоохранительными органами для расследования и исправления ситуаций, в которых инвесторам был нанесен ущерб. Наиболее заметной из этих ситуаций была ситуация с Bennett Funding Group, Inc., лизинговой компанией стоимостью 1 млрд долларов, которая совершила крупнейшее на тот момент мошенничество «Понци» в истории США. Более 20 000 инвесторов потеряли большую часть своих инвестиций. Помогая назначенному судом управляющему по делам о банкротстве компании, Аткинс занимал должность кризисного президента единственной выжившей дочерней компании Bennett, согласно его биографии в SEC. Стабилизировав её финансы и операции, а также восстановив и расширив её бизнес, он увеличил стоимость её акций для инвесторов почти на 2000 %.
С 1990 по 1994 год Аткинс работал в штате двух бывших председателей SEC, Ричарда К. Бридена и Артура Левитта. Под руководством председателя Бридена он помогал в работе по улучшению правил корпоративного управления, улучшению коммуникаций с акционерами, усилению подотчетности руководства посредством реформы доверенностей и снижению барьеров для входа малого бизнеса и компаний среднего бизнеса на рынки капитала. Под руководством председателя Левитта он отвечал за организацию программы индивидуальных инвесторов SEC, включая первые встречи инвесторов и консультативный комитет SEC по делам потребителей.
Аткинс был комиссаром Комиссии по ценным бумагам и биржам США (SEC) с 9 июля 2002 года до окончания своего срока в августе 2008 года. Он работал с председателями Харви Питтом, Уильямом Х. Дональдсоном и Кристофером Коксом.
В декабре 2016 года Аткинс присоединился к бизнес-форуму, организованному избранным президентом Трампом, для предоставления стратегических и политических консультаций по экономическим вопросам.

## Личные данные
Аткинс женат, имеет троих сыновей.